# Nobuhiro Suwa

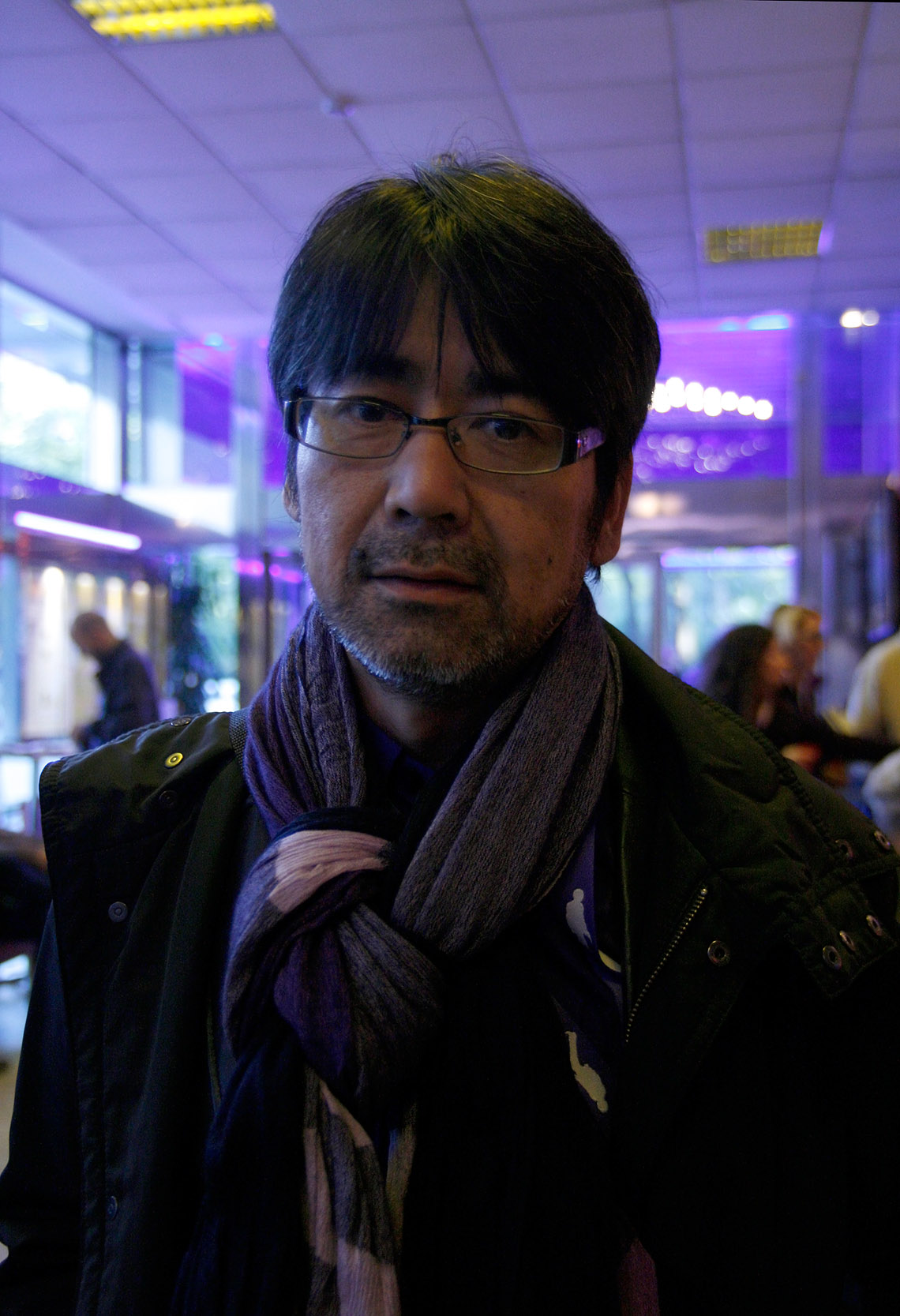
Nobuhiro Suwa, Viennale 2009

Nobuhiro Suwa (japanisch 諏訪 敦彦 Suwa Nobuhiro; * 28. Mai 1960 in Saeki (heute Saeki, Hiroshima), Hiroshima) ist ein japanischer Regisseur, Schauspieler und Drehbuchautor. Viele seiner oft preisgekrönten Filme sind Beziehungsdramen, die eher dem europäischen Kunstkino zugeordnet als für Beispiele der aktuellen japanischen Filmkunst gehalten werden. Der Löwenanteil von Suwas Werk ist in Frankreich produziert und er selbst wird in der Fachwelt oft in einem Atemzug mit französischen Filmemachern genannt.

## Leben und Karriere
Suwa wuchs in Hiroshima auf und studierte nach seinem Schulabschluss Film an der Tokyo Zokei University in der Stadt Hachiōji. Einer seiner Professoren war Nobuhiro Kawanaka. Nach seinem Studium begann er anfangs 8-Millimeter-Filme zu drehen.
Schon zu Beginn seiner Karriere zeigte sich Suwas Vorliebe für das französische Kino in seinem 1986 gedrehten No-Budget-Debüt Hanasareru Gang, einer ausdrücklichen Hommage an die Nouvelle Vague. Anschließend drehte er eine Reihe von Dokumentarfilmen für das japanische Fernsehen. Mit seinem Werk 2 / Duo kehrte Suwa 1997 zur Spielfilmregie zurück. Sein nächster Film M / Other brachte 1999 seinen internationalen Durchbruch. In beiden Filmen gibt es lange Einstellungen und einen dokumentarischen Ansatz, was für Suwas Filmkunst als charakteristisch gilt.
2001 drehte er den Film H Story, der in seiner Heimatstadt Hiroshima spielt und auf einem Remake von Alain Resnais’ Hiroshima, mon amour basiert. Danach zog Suwa nach Frankreich, um seine Karriere dort fortzusetzen. Diesen Schritt erklärte der Regisseur mit den Worten „Ich habe das Gefühl, dass Frankreich einer der Orte ist, aus denen meine Filme stammen“, außerdem sei es „extrem schwierig …, in Japan weiterhin Autorenfilme zu machen.“ In Frankreich drehte er anschließend unter anderem eine Episode des Films Paris, je t’aime, den Film Yuki & Nina und den französischen Film Un couple parfait mit Valeria Bruni-Tedeschi und Bruno Todeschini in den Hauptrollen.
Von 2008 bis 2013 war er Rektor (gakuchō) der Zōkei-Universität Tōkyō.
Er kehrte 2020 nach Japan zurück, um Voices in the Wind zu filmen. Dieser Film handelt von dem Trauma der dreifachen Katastrophe von Fukushima. Suwa begann auch, an der Tōkyō Geijutsu Daigaku (東京藝術大学) zu lehren.
Über seine Arbeit wurde 2023 geschrieben: „The sublimely understated work of Suwa Nobuhiro comprises a rich, but mostly unexposed, pocket of contemporary Japanese cinema.“ (Das häufig unterschätzte Werk von Nobuhiro Suwa gehört zu einem reichen, aber weitgehend unbekannten Teil des zeitgenössischen japanischen Kinos).

## Auszeichnungen
Sein erster Spielfilm 2 / Duo wurde sofort ein Erfolg und erhielt den Netpac (Network for the Promotion of Asian Cinema)-Preis auf dem International Film Festival Rotterdam 1997.
Suwas Film M / Other wurde 1999 mit dem FIPRESCI-Preis ausgezeichnet, der von der internationalen Filmkritiker- und Filmjournalisten-Vereinigung Fédération Internationale de la Presse Cinématographique (FIPRESCI) vergeben wird. Außerdem gewann M / Other den Preis der Internationalen Kritik bei den 52. Filmfestspielen von Cannes und wurde in Japan bei der 54. Ausgabe des Mainichi-Wettbewerbs dreifach ausgezeichnet, als bester Film mit dem besten Drehbuch und der besten Musik.
2005 erhielt Suwa für Un couple parfait den Sonderpreis der Jury des Locarno Film Festivals.
Sein zusammen mit dem französischen Schauspieler Hippolyte Girardot gedrehter Spielfilm Yuki & Nina nahm 2010 an der Berlinale in der Kategorie Generation Plus teil. Zehn Jahre später wurde sein Werk Voices in the Wind in derselben Kategorie auf der Berlinale 2020 uraufgeführt und erhielt von der Berliner Jury eine lobende Erwähnung.

## Filmografie

### Spielfilme
- 1982 Santa ga machi ni yatte kuru (16-mm-Film) (Regie)[11]
- 1984 Hanasarere GANG (8-mm-Film) (Regie und Drehbuch)
- 1997 2 / Duo (Regie und Drehbuch)
- 1999 M / Other (Regie und Drehbuch)
- 2001 H Story (Regie, Drehbuch und Schauspiel)
- 2002 After War (Segment: A letter from Hiroshima) (Regie, Drehbuch und Schauspiel)
- 2005 Un couple parfait (Regie und Drehbuch)
- 2006 Paris, je t’aime (Segment: Place des Victoires) (Regie und Drehbuch)
- 2009 Yuki & Nina (Regie und Drehbuch mit Hippolyte Girardot)
- 2017 The Lion Sleeps Tonight (Regie und Drehbuch)
- 2020 Voices in the Wind (Regie und Drehbuch mit Kyoko Inukai)
- 2021 Onoda: 10.000 Nights in the Jungle (Schauspiel)[12]

### Dokumentarfilme im Fernsehen
- 1994 Abe Kobo ga sagashiateta jidai
- 1995 Hollywood wo Kaketa Kaiyūi-itan no hito Kamiyama Sojin (bei Higashinippon Broadcasting)